# Życie Adeli
Życie Adeli (fr. La vie d'Adèle - chapitre 1 & 2) – francuski dramat filmowy z 2013 roku w reżyserii Abdellatifa Kechiche’a. Film zdobył Złotą Palmę na 66. MFF w Cannes.
Fabuła filmu jest oparta na francuskiej powieści graficznej Julie Maroh z 2010 r. pt. Le bleu est une couleur chaude. Zdjęcia kręcono w Lille, Roubaix i Liévin.

## Fabuła
Film przedstawia wchodzenie w dorosłość i budzenie się seksualności nastoletniej Adeli (Adèle Exarchopoulos). Ma ona zaledwie 15 lat, uczy się w liceum i chce zostać nauczycielką. Początkowo przeżywa nieudany związek z kolegą z liceum. Jej życie zostaje przewrócone do góry nogami, kiedy poznaje Emmę (Léa Seydoux), niebieskowłosą studentkę akademii sztuk pięknych, która nawiązuje z nią lesbijski związek. Obraz przedstawia z bliska intymny, uczuciowy i duchowy świat Adeli.

## Obsada
- Adèle Exarchopoulos jako Adela
- Léa Seydoux jako Emma
- Jérémie Laheurte jako Thomas
- Catherine Salée jako matka Adeli
- Aurélien Recoing jako ojciec Adeli
- Sandor Funtek jako Valentin

## Nagrody
Na 66. Festiwalu Filmowym w Cannes film Życie Adeli zdobył nagrodę główną „Złotą Palmę” i Nagrodę FIPRESCI. Film otrzymał też Nagrodę Louisa Delluca dla najlepszego filmu francuskiego roku 2013 (nazywaną nagrodą Goncourtów kina francuskiego).